# Muuga (Lääne-Virumaa)
Muuga (Duits: Münkenhof) is een plaats in de Estlandse gemeente Vinni, provincie Lääne-Virumaa. De plaats heeft 194 inwoners (2021) en heeft de status van dorp (Estisch: küla).
Tot in oktober 2017 hoorde Muuga bij de gemeente Laekvere. In die maand werd Laekvere bij de gemeente Vinni gevoegd.
De rivier Avijõgi ontspringt bij Muuga.

## Geschiedenis

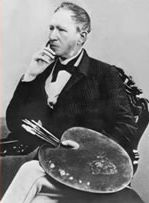
Carl Timoleon von Neff ergens in de jaren 1860-70

Het landgoed bij Muuga (Estisch: Muuga mõis) behoorde in de 16e eeuw tot de bezittingen van het Piritaklooster in Tallinn. Vandaar ook de Duitse naam Münkenhof (‘Monnikenhof’). In de Lijflandse Oorlog (1558-1583) werd het klooster vernield en raakte het zijn bezittingen kwijt. Het landgoed kwam eerst in het bezit van de Zweedse kroon en vanaf 1613 van een reeks adellijke families. Bekende namen onder de eigenaars zijn von Manteuffel en Üxküll von Gyllenband.
Het dorp Muuga ontleent zijn naam aan het landgoed. Het werd voor het eerst genoemd in 1526.
In 1860 kwam Muuga in het bezit van de Baltisch-Duitse schilder Carl Timoleon von Neff, de onechte zoon van een Franse gouvernante. Von Neff liet in de jaren 1866-1872 in neorenaissancestijl een nieuw landhuis neerzetten, dat niet alleen als woning kon dienen, maar ook als museum voor zijn grote kunstcollectie, die bestond uit zijn eigen werk en kopieën van oude meesters. De collectie wordt nu beheerd door het Kunstmuseum van Estland.
Von Neff ontwierp het gebouw zelf, met hulp van de Sint-Petersburgse architect Ludwig Bohnstedt. Ook Otto Pius Hippius, Alexander Brullov en David Grimm, allemaal werkzaam in Sint-Petersburg, waren bij de bouw betrokken. Een opgave bij de bouw was de inpassing van het trappenhuis van wit marmer, een geschenk van tsaar Alexander II.
Het interieur heeft tegelvloeren, tegelkachels, beschilderde muren en versieringen in halve cirkels boven de deuren. Sommige muren werden beschilderd door Carl Timoleons zoon Heinrich.
Om het landhuis heen werd een park aangelegd met vijvers en een klokkentoren in neogotische stijl.
In de jaren 1987-1994 werd het interieur gerenoveerd.
Het landhuis is te bezichtigen; daarnaast is er een basisschool gevestigd. De windmolen bij het landhuis is in gebruik als café-restaurant.
De vader van de schrijver Eduard Vilde (1865-1933) was bediende in het landhuis. Vilde bracht op het landgoed zijn jeugd door. In het park bij het landhuis staat een monument voor hem.

## Foto’s

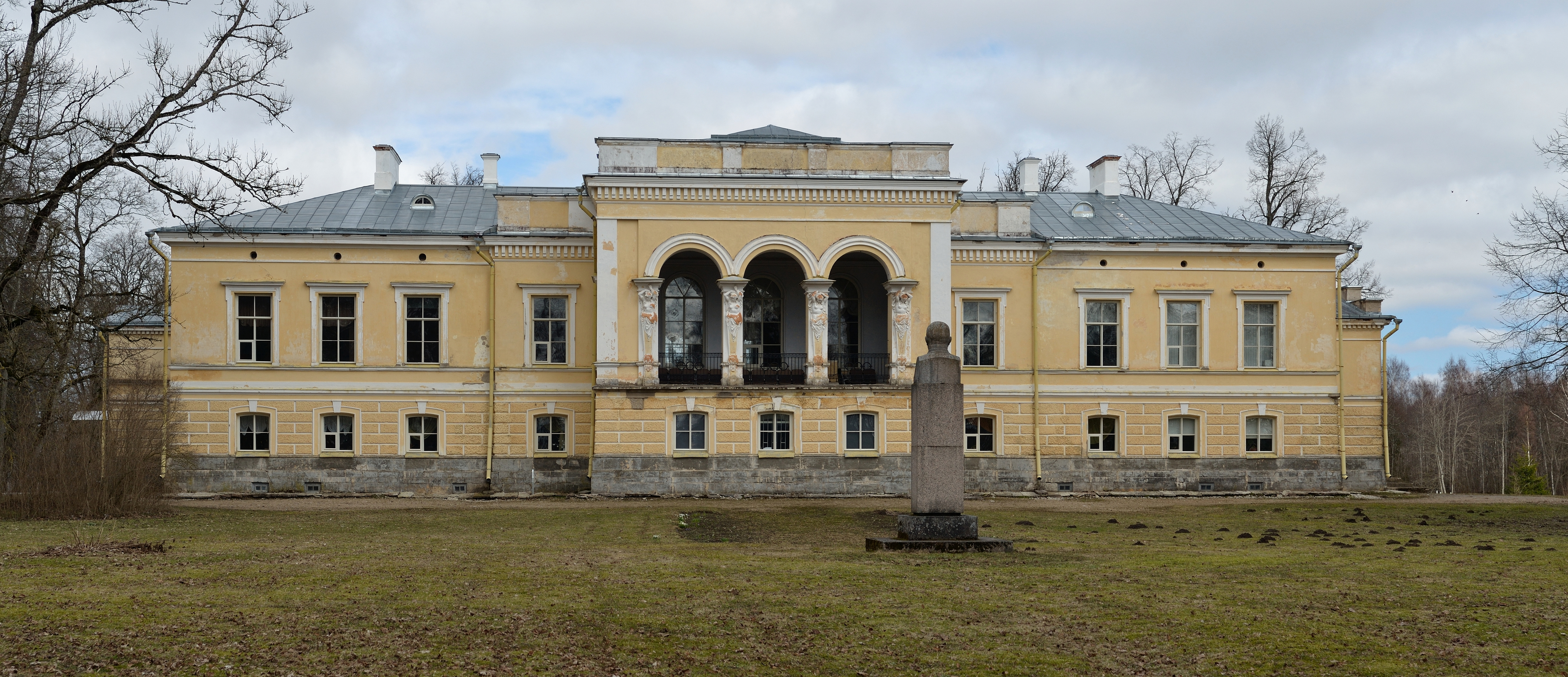
Het landhuis van Muuga
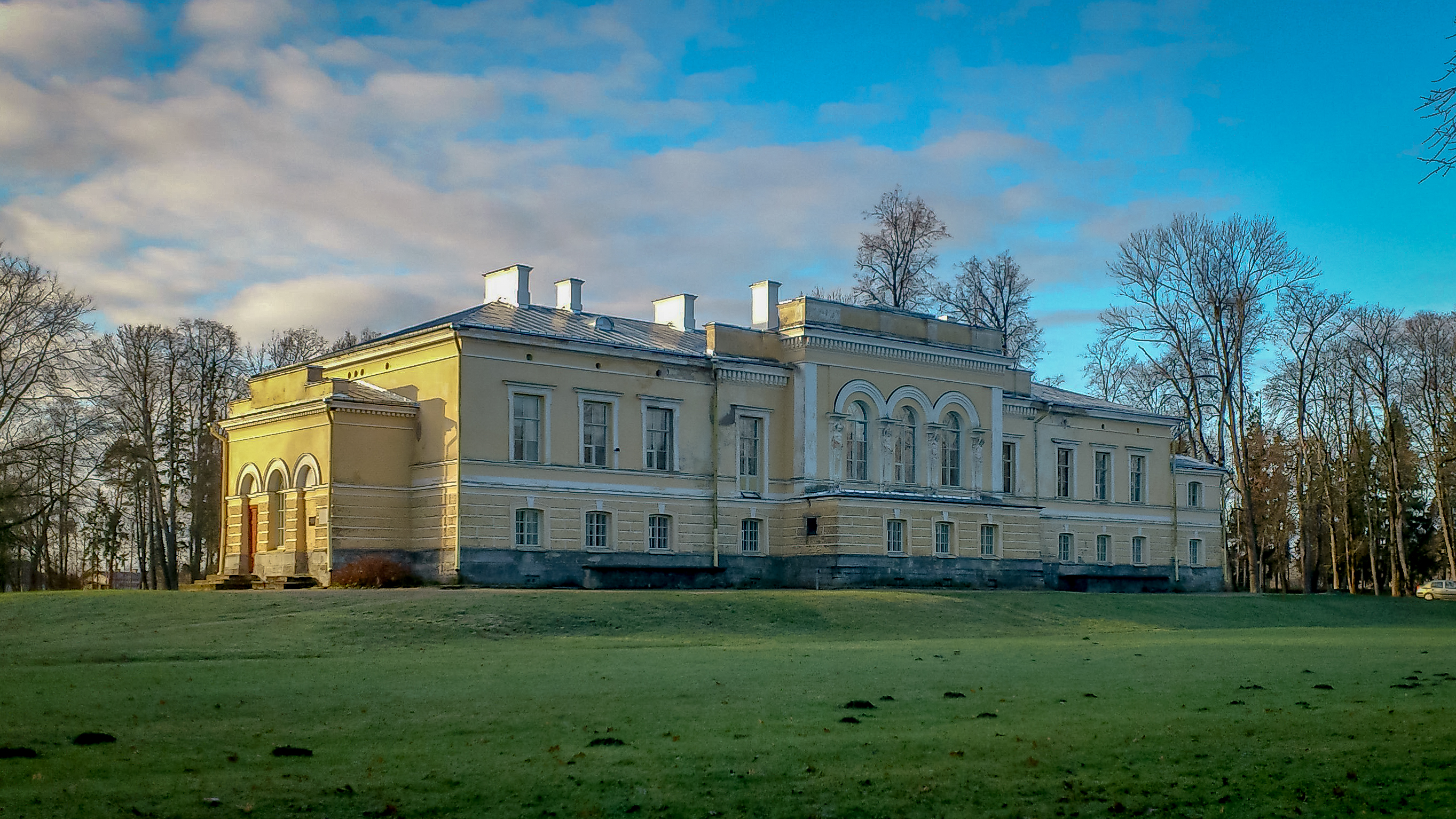
Achterzijde van het landhuis
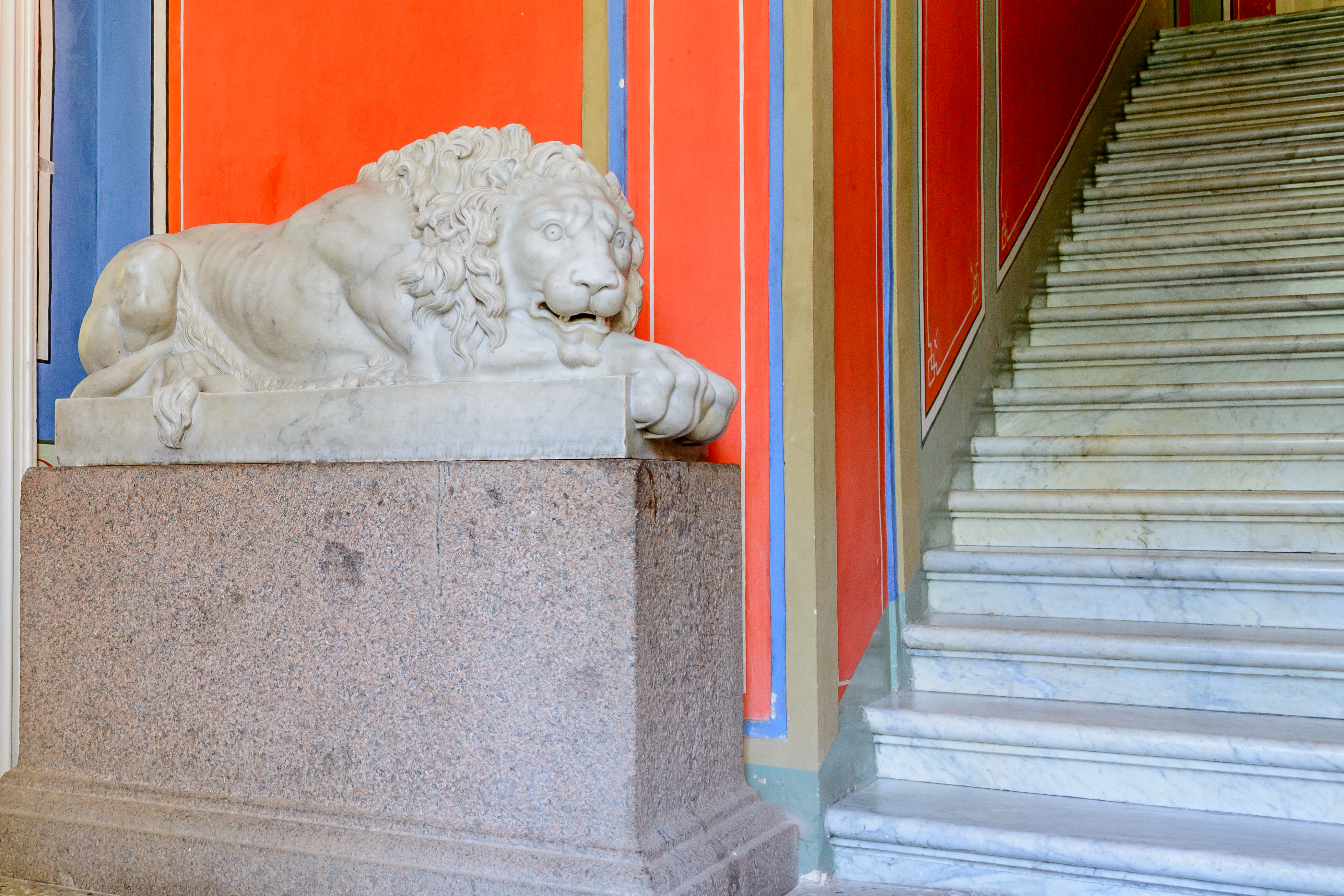
Beeld van een liggende leeuw bij het trappenhuis
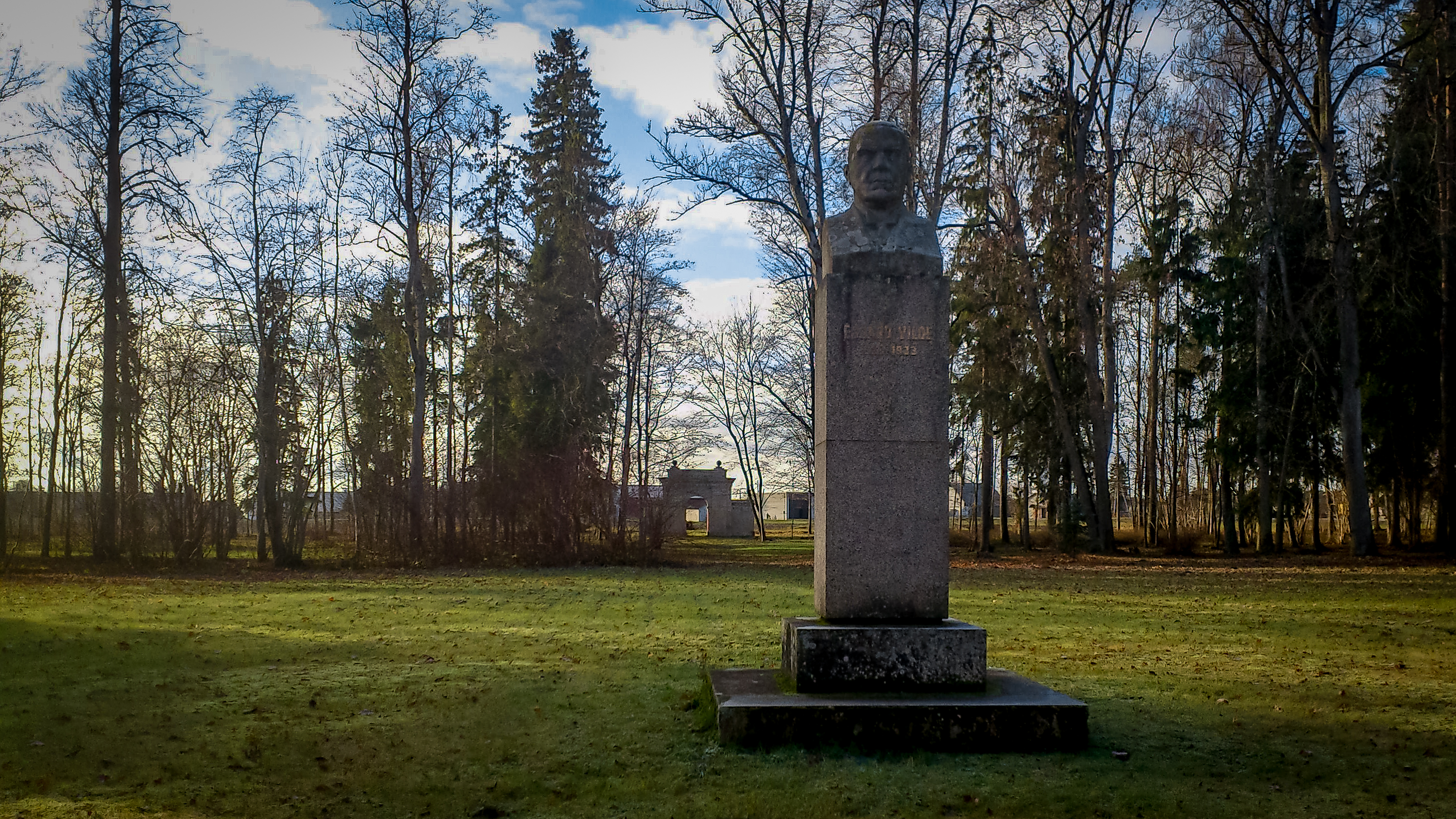
Monument voor de schrijver Eduard Vilde in het park
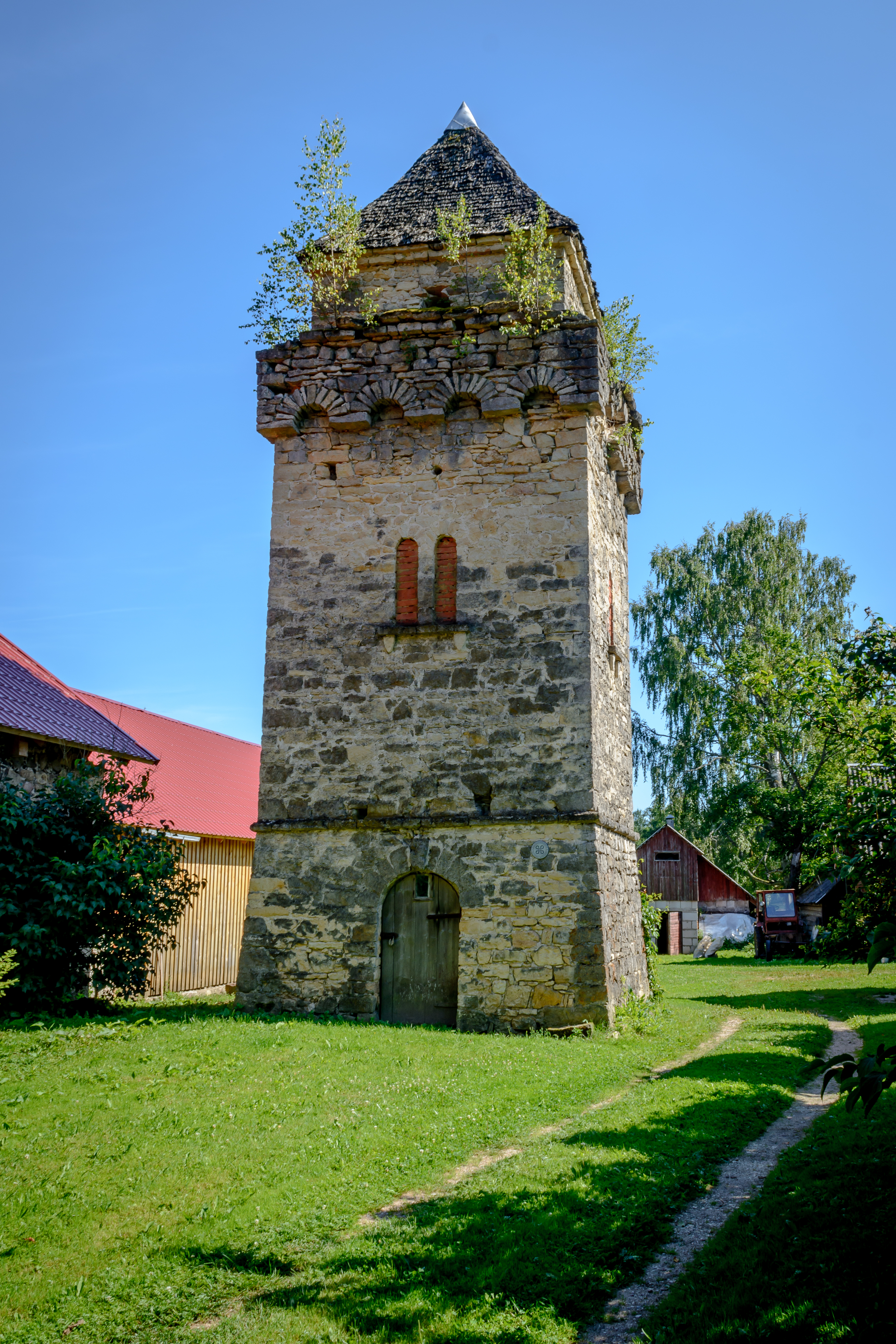
Klokkentoren
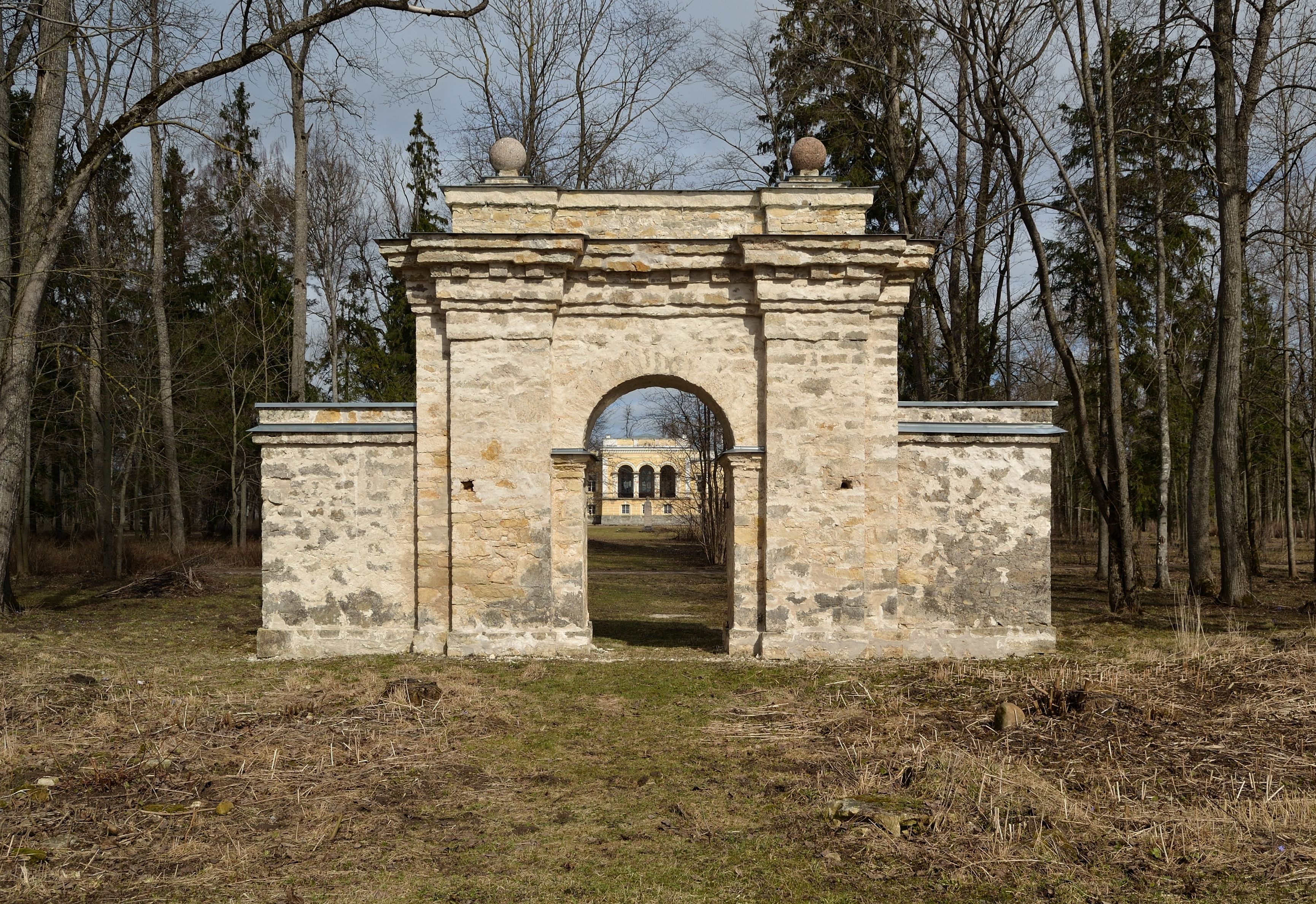
Toegangspoort
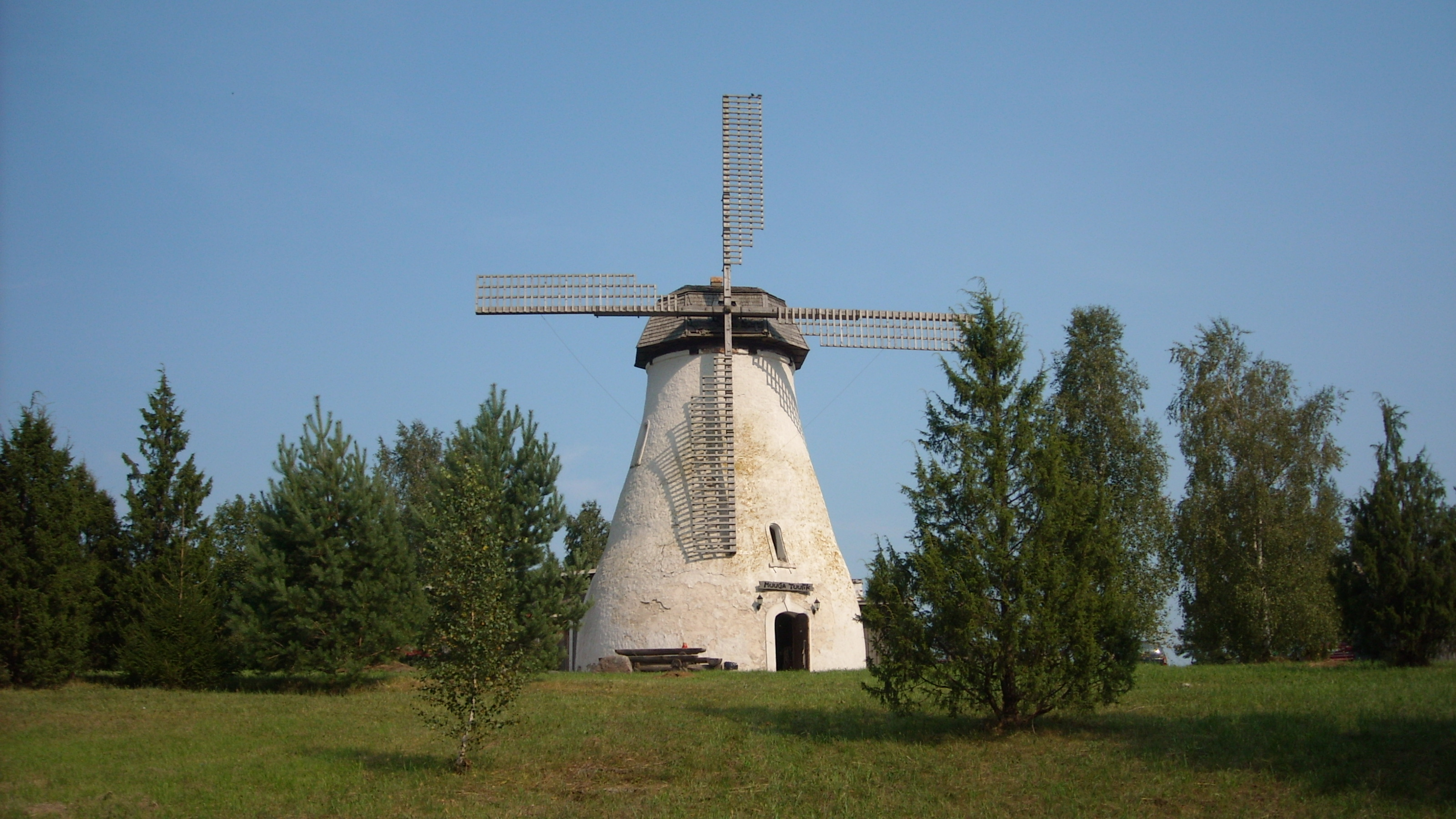
De windmolen van het landgoed
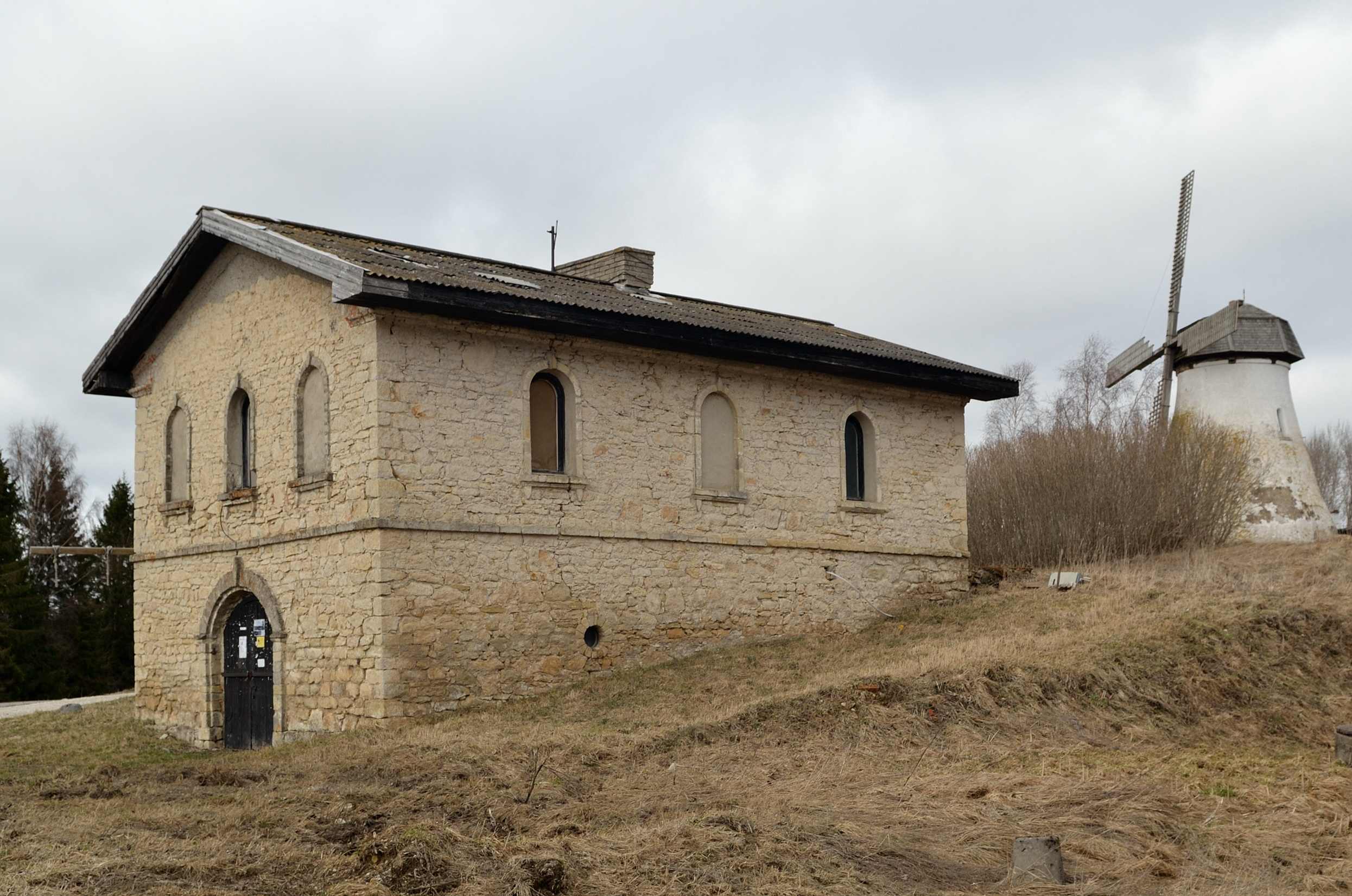
Het vroegere huis van de molenaar